# Steve Gordon
Steven Bryan Gordon (Te Awamutu, 16 maggio 1967) è un ex rugbista a 15 e allenatore di rugby a 15 neozelandese, seconda linea di Waikato per undici stagioni.

## Biografia
Gordon compì quasi tutta la sua carriera nelle file di Waikato, nel quale in 11 stagioni disputò 141 incontri ed entrando nel ristretto gruppo di giocatori che scesero in campo in più di 100 partite per la provincia.
Selezionato per la Nuova Zelanda nel 1989, fu incluso nella rosa alla Coppa del Mondo di rugby 1991 in Inghilterra, ma non fu mai utilizzato; il suo primo test match giunse a fine anno 1993 contro la Scozia a Edimburgo; il suo secondo, una settimana più tardi a Londra contro l'Inghilterra, fu anche l'ultimo.
Fu professionista nel 1996 in Super 12 con la maglia dei Waikato Chiefs; l'anno successivo fu a Wellington, per la cui provincia rugbistica militò, e disputò il Super 12 nelle file degli Otago Highlanders.
Dopo il ritiro intraprese la carriera tecnica, e facendo seguito a esperienze di club in ambito provinciale, insegna tattica all'International Rugby Academy.